# Enicospilus ramidulops
Enicospilus ramidulops är en stekelart som beskrevs av Scaramozzino 1986. Enicospilus ramidulops ingår i släktet Enicospilus och familjen brokparasitsteklar. Inga underarter finns listade i Catalogue of Life.